# پابلو بادیلا
پابلو بادیلا (انگلیسی: Pablo Bobadilla؛ زادهٔ ۱۶ نوامبر ۱۹۹۶) بازیکن فوتبال است.